# Parque Quase-Nacional Muroto-Anan Kaigan
O Parque Quase-Nacional Muroto-Anan Kaigan é um parque quase-nacional localizado nas prefeituras japonesas de Tokushima e Kochi. Estabelecido em 1 de junho de 1964, tem uma área de 7 216 hectares.